# Electronic Notes in Discrete Mathematics
Electronic Notes in Discrete Mathematics (ENDM) es una revista electrónica perteneciente a la editorial Elsevier, dedicada a publicaciones científicas breves de tópicos en matemática discreta y aplicada, procedentes de conferencias, monografías u otros ámbitos similares, donde los resultados que se presentan puede ser importante que sean publicados rápidamente para el bien de la comunidad científica.